# Boston South Station
Boston South Station – stacja kolejowa w Bostonie w stanie Massachusetts, ważny węzeł przesiadkowy. Jest obsługiwana przez amerykańskiego narodowego przewoźnika pasażerskiego Amtrak oraz MBTA, głównego operatora komunikacji publicznej w aglomeracji Bostonu. Stacja została otwarta w 1899. W roku finansowym 2010 z samych tylko pociągów Amtraku skorzystało na stacji (sumując pasażerów wsiadających i wysiadających) 1 311 205 osób, co dało dworcowi pozycję zdecydowanie najbardziej uczęszczanej stacji tego przewoźnika w całym stanie.
W bezpośrednim sąsiedztwie dworca znajdują się stacja metra i dworzec autobusowy, co umożliwia dogodne przesiadki. Obiekty te są jednak klasyfikowane jako osobne stacje.
Gmach dworca kolejowego jest obiektem zabytkiem i mieści się na National Register of Historic Places.

## Połączenia
| nazwa połączenia             | miasto docelowe               | operator |
| ---------------------------- | ----------------------------- | -------- |
| Framingham/Worcester Line    | Worcester                     | MBTA     |
| Needham Line                 | Needham                       | MBTA     |
| Franklin Line                | Franklin                      | MBTA     |
| Providence/Stoughton Line    | Warwick / Stoughton           | MBTA     |
| Fairmount Line               | Hyde Park (dzielnica Bostonu) | MBTA     |
| Greenbush Line               | Scituate                      | MBTA     |
| Middleborough/Lakeville Line | Lakeville                     | MBTA     |
| Plymouth/Kingston Line       | Kingston / Plymouth           | MBTA     |
| Acela Express                | Waszyngton                    | Amtrak   |
| Lake Shore Limited           | Chicago                       | Amtrak   |
| Northeast Regional           | Newport News / Lynchburg      | Amtrak   |